# Гликозилфосфатидилинозитол

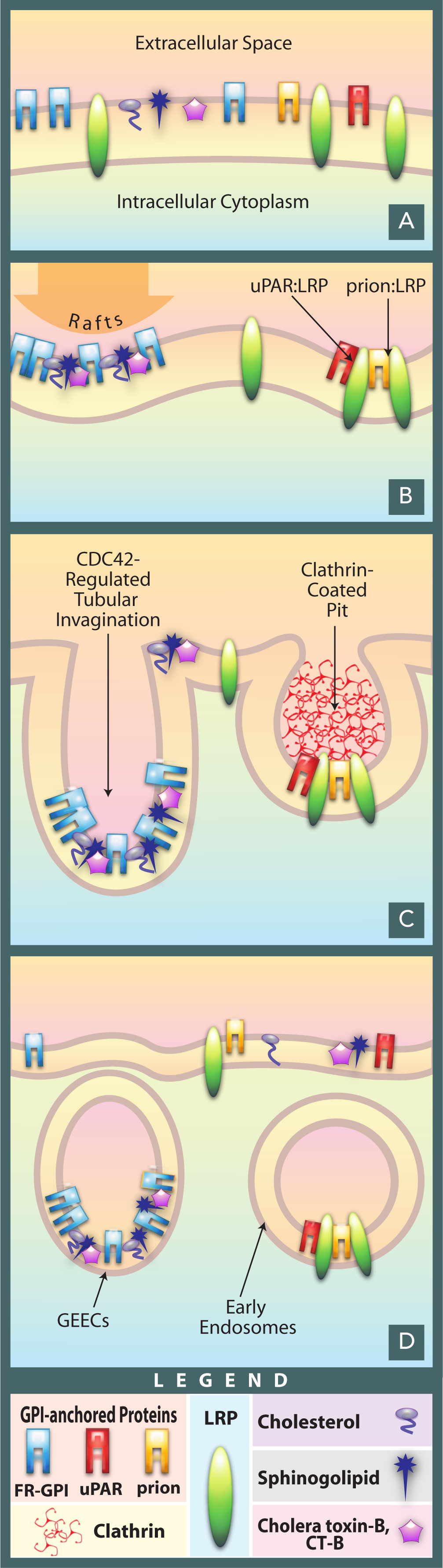
Способы эндоцитоза ГФИ-заякоренных белков

Гликозилфосфатидилинозитол (ГФИ-якорь, GPI anchor) — это гликолипид, который может присоединяться к C-концу белка в процессе посттрансляционной модификации. Он состоит из фосфатидилинозитольной группы, соединенный углеводным связующим звеном (глюкозамин и манноза, гликозидно связанным с остатком инозитола) с C-концевой аминокислотой зрелого белка. Две жирные кислоты, составляющие фосфатидил-инозитоловую группу, заякоривают белок в клеточной мембране.
Белки, принимающие ГФИ, содержат сигнальную последовательность на C-конце, направляющую их в эндоплазматическую сеть. Эта последовательность состоит из гидрофобных аминокислот и погружается в мембрану ЭС и впоследствии отщепляется, замещаясь ГФИ-якорем.
Белок по секреторному пути проходит аппарат Гольджи и выделяется в межклеточное пространство, где с помощью якоря удерживается на внешнем слое плазмалеммы. Поскольку такие белки держатся на мембране исключительно при помощи ГФИ-якоря, его отщепление при помощи фосфолипаз приводит к высвобождению белка, причем процесс этот контролируемый. Такое отщепление используется в исследованиях.
Фермент фосфолипаза C расщепляет фосфоглицериновую связь в белках данным типом посттрансляционной модификации. Обработка фосфолипазой С приводит к отделению мембранных белков от плазматической мембраны. Маркер Т-клеток Thy-1 (ацетилхолинэстераза), а также кишечная и плацентарная щелочные фосфатазы являются гликозилфосфатидилинозитолированы и высвобождаются при обработке фосфолипазой С.
Считается, что белки, содержащие ГФИ, предпочтительно размещаются в липидных рафтах, что позволяет предположить высокий уровень организации плазматической мембраны микродоменов.